# Dirijorul
Dirijorul este un film din 1980 regizat de Andrzej Wajda.